# Thọ Hải
Thọ Hải là một xã thuộc huyện Thọ Xuân, tỉnh Thanh Hóa, Việt Nam.
Xã Thọ Hải có diện tích 7.04 km², dân số năm 1999 là 7003 người, mật độ dân số đạt 995 người/km².